# BAT F.K.28

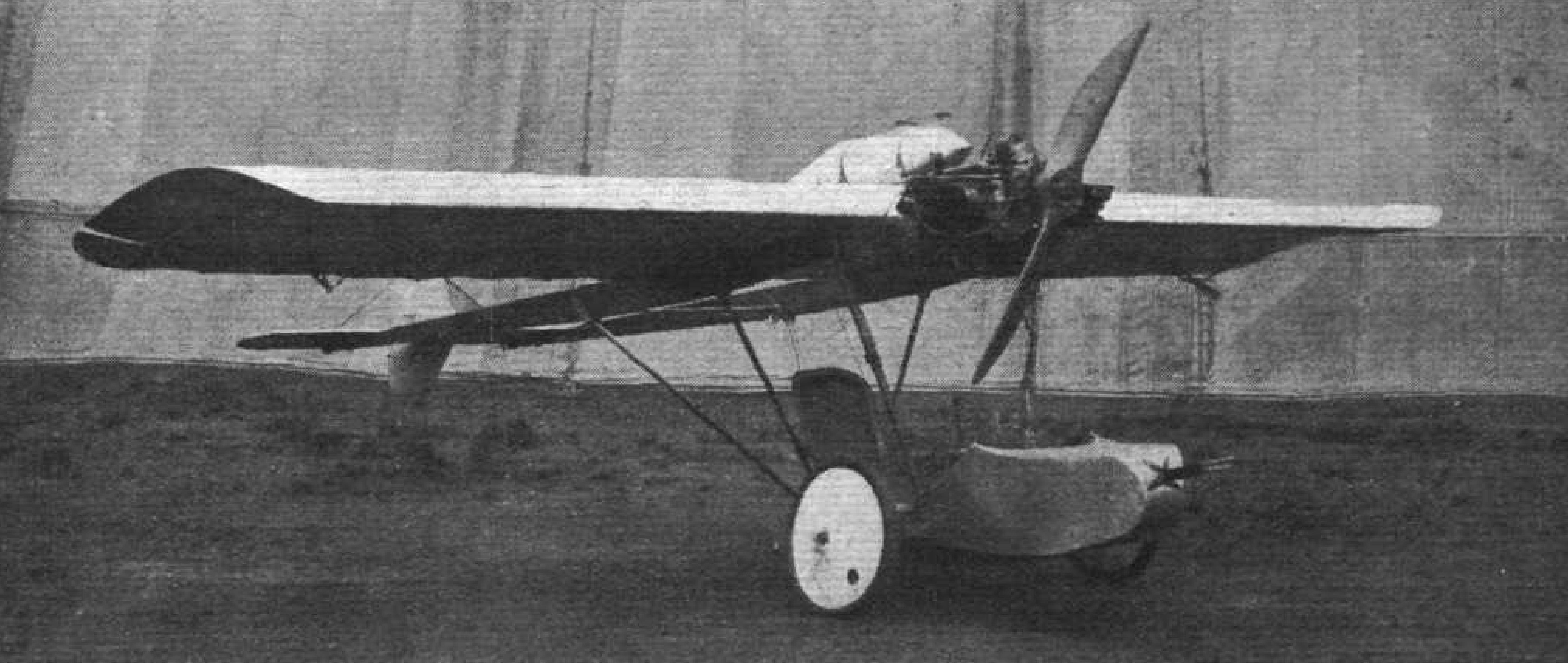
BAT F.K.28 Crow

De BAT F.K.28 Crow  was een licht eenmotorig hoogdekker sportvliegtuig, ontworpen door Frits Koolhoven en gebouwd door de British Aerial Transport Company (BAT). De eerste vlucht was in 1920. Er is slechts één exemplaar van geproduceerd.
De F.K.28 was het kleinste vliegtuig dat Frits Koolhoven voor de BAT ontwierp, bedoeld als een soort volksvliegtuig. Het was met een maximum gewicht van slechts 181 kg ook bijzonder licht. Het ontwerp zou (100 jaar later) naadloos passen in de categorie van ultralichte vliegtuigen. De keuze van de motorplaatsing in het midden van de vleugelvoorkant en de cockpitgondola hangend onder de vleugel, worden nog steeds toegepast door bouwers van ultralichte vliegtuigen. Hetzelfde geldt voor het concept om het toestel eenvoudig te demonteren voor transport door een beperkt aantal bouten te verwijderen (twaalf bij de F.K.28).
Het vliegtuig werd getoond op de ELTA luchtvaartshow in Amsterdam (1919). De eerste vlucht volgde echter pas enige tijd later in 1920. Het vliegtuig heeft slechts eenmaal gevlogen, waarbij het motorvermogen onvoldoende bleek. Het werd nog in datzelfde jaar gesloopt.

## Specificaties
- Type: BAT F.K.28 Crow
- Ontwerper: Frits Koolhoven
- Bemanning: 1
- Lengte: 4,27 m
- Spanwijdte: 4,57 m
- Hoogte: 1,37
- Leeggewicht: 100 kg
- Maximum gewicht: 181 kg
- Motor: 1 × ABC Gnat tweecilinder luchtgekoelde boxermotor, 40 pk (30 kW)
- Propeller: Tweebladig
- Eerste vlucht: 1920
- Aantal gebouwd: 1

Prestaties
- Maximumsnelheid: 121 km/u
- Vliegbereik: 240 km
- Maximum vluchtduur: 2 uur